# Eugène Beauvois
Pour les articles homonymes, voir Beauvois.
Eugène Beauvois (1835–1912) est un historien et archéologue français, spécialiste notamment des cultures nordiques et précolombiennes.

## Distinctions
- Chevalier de l'ordre de Dannebrog

## Travaux

### Ouvrages
- Découvertes des Scandinaves en Amérique, du dixième au treizième siècle, Paris : Challamel ainé, 1859. (lire en ligne)
- La nationalité du Slesvig, Paris : Dentu Éditeur-Libraire, 1864. (lire en ligne)
- Histoire légendaire des Francs et des Burgondes aux IIIe et IVe siècles, Paris : Agence générale de librairie ; Copenhague, H. Hagerup, 1867. (lire en ligne)
- Les antiquités primitives de la Norvège, âge de pierre et âge de bronze, Paris : Challamel ainé, 1869. (lire en ligne)
- Normandie et Bretagne, Louvain : Typographie de Ch. Peeters, 1876. (lire en ligne)
- La Norambègue : découverte d'une quatrième colonie précolombienne dans le Nouveau Monde, Bruxelles : F. Hayez, 1880. (lire en ligne)
- Un agent politique de Charles-Quint : le Bourguignon Claude Bouton, Paris, Ernest Leroux, 1882. (lire en ligne)
- Les deux Quetzalcoatl espagnols : J. de Grijalva et F. Cortés., Louvain : Typographie de Ch. Peeters, Librairie, 1885. (lire en ligne)
- Les notions des Zeno sur les pays transantlantiques : nouvelles preuves de leur véracité, Louvain : Imprimerie Polleunis & Ceuterick, 1904. (lire en ligne)

### Publications
- Origine des Burgondes, Dijon : Lamarche, 1869, 40 p.
- La découverte du nouveau monde par les Irlandais et les premières traces du christianisme en Amérique avant l'an 1000, Nancy : Crépin-Leblond, 1875, 93 p.
- Les Skrælings, ancêtres des Esquimaux, Paris : Revue orientale et américaine, 1879, 1 vol., 48 p.
- L'Élysée des Mexicains comparé à celui des Celtes, Paris : E. Leroux, 1885, [265]-331 p.
- La découverte du Groenland par les Scandinaves au Xe siècle, Louvain : J.-B. Istas, 1892, p. 273–288 ; extrait du : Muséon (Revue d'études orientales), t. 11, 4e livraison, 1892.
- La chrétienté du Groenland au Moyen Âge, Paris : Revue des questions historiques, 1902, p. 538–582 ; extrait de la Revue des questions historiques, t. LXXI, Avril 1902.

### Traduction
- La Colonisation de la Russie et du Nord scandinave et leur plus ancien état de civilisation : essai d'archéologie préhistorique comparative, par Jens Jacob Asmussen Worsaae ; traduit du danois par Eugène Beauvois. Copenhague : Imprimerie Thiele, 1875.